# Keichousaurus
Keichousaurus is een geslacht van in zee levende uitgestorven reptielen uit de familie Pachypleurosauridae. Die familie stierf aan het eind van het Trias uit tijdens de Trias-Jura-extinctie. De naam komt van Kweichow (nu de provincie Guizhou) in China, waar het eerste exemplaar van dit fossiel is ontdekt in 1957. Het is een van de meest gevonden fossielen van de superorde Sauropterygia. De gevonden exemplaren bestaan vaak uit complete, scherpe afgetekende skeletten, waardoor ze gewild zijn bij verzamelaars. De Pachypleurosauridae wordt soms ingedeeld bij de Nothosauroidea, maar meestal als een afzonderlijk, primitievere groep binnen de Sauropterygia.

## Uiterlijke kenmerken
Keichousaurus, was zoals alle sauropterygiërs aangepast aan het leven in het water. Exemplaren van dit geslacht werden tussen vijftien en dertig centimeter lang, en hadden zowel een lange nek als een lange staart, en verlengde voeten met vijf tenen. De puntige kop en scherpe tanden wijzen erop dat deze dieren jaagden op vis. Sommige exemplaren hadden een goed ontwikkelde ellepijp die suggereert dat ze ook op land of in moerassen kwamen. Gefossiliseerde drachtige vrouwtjes van de soort Keichousaurus hui, laten een flexibel bekken zien waaruit mag worden afgeleid dat de soort levendbarend was in plaats van eieren te leggen.

## Bouw

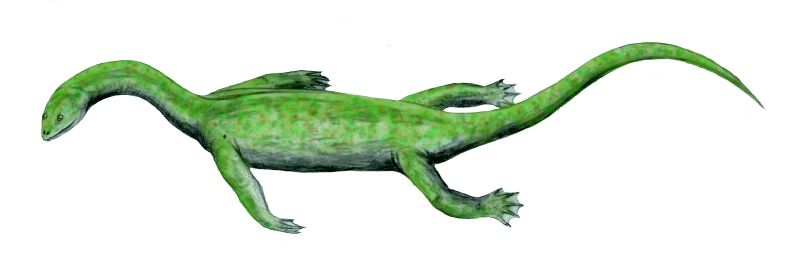
Reconstructie van Keichousaurus.

Keichousaurus hui is in 1958 gevonden in Guizhou, China. Dit fossiel onderscheidt zich door een verbrede ellepijp van verwante geslachten die in Europa gevonden zijn. Deze brede ellepijp vergroot het oppervlak van de voorpoot zodat er beter mee kan worden gezwommen. Keichousaurus deelt veel eigenschappen met andere vertegenwoordigers van de familie Pachypleurosauridae zoals een korte snuit en een verlengd venster bij de slaap. Keichousaurus had ook een lange slangachtige nek met een relatief kleine kop en een lange staart. De voorste staartwervels dragen dwarsuitsteeksels. Keichousaurus heeft kenmerken gemeen met Dactylosaurus, zoals de lange en smalle bovenste slaapvenster dat doorloopt tot de achterkant van de schedel en dat niet voorkomt bij andere pachypleurosauriden. Keichousarus verschilt verder van de andere leden van z’n familie door een zwaar uitgevoerd opperarmbeen, een zeer brede ellepijp, en lange vingers in de hand. Het borstbeen ontbreekt en de voorpoten zijn peddelvormig, een aanwijzing dat de voorpoten voor de voortbeweging relatief belangrijk waren. De schoudergordel bestaat uit de sleutelbeenderen, schouderbladen, en de niet bij zoogdieren voorkomende interclavicale en coracoide beenderen. Keichousaurus was een primitieve tetrapode waarvan de vier poten zijdelings uit het lijf steken. Verschillende lichaamsdelen van Keichousaurus groeiden met verschillende snelheden (allometrisch).

## Voortbeweging
Keichousaurus 'vloog' vermoedelijk onder water, vergelijkbaar met de manier van voortbewegen van plesiosauriers. De afgeplatte voorpoten hebben waarschijnlijk gefunctioneerd als peddels. De achterpoten zijn minder gespecialiseerd, en hebben daarom misschien als stabilisator gewerkt zoals bij zeeschildpadden. Omdat de poten nog lang niet volledig zijn aangepast aan het water, bewogen ze wellicht ook enigszins kruipend door het water, zoals we kennen van zoetwaterschildpadden. Aan de stevig gebouwde schoudergordel zaten sterke spieren, maar hun positie onder het schouderblad maakt het onder water vliegen waarschijnlijk. Maar ondanks de gespecialiseerde voorpoten, is de staart niet aangepast aan het leven in het water. De zijdelingse uitsteeksels van de voorste staartwervels laten zien dat krachtige spieren de staart heen en weer konden slaan. Dit verondersteld dat het eind van de staart zijdelings was afgeplat, maar gefossiliseerde weke delen die dit zouden bewijzen zijn niet gevonden. De lange nek diende voornamelijk voor het vangen van prooi. De combinatie van krachtige poten en staart maken dat K. hui een behendige en beweeglijke predator was.

## Voortplanting
Keichosaurus was levendbarend (of ovovivipaar: eieren komen uit in de eileider), hoewel direct bewijs ontbreekt. Keichousaurus heeft een versimpelde pols en een kraakbenig elleboog die het lastig zouden maken een strand op te kruipen om eieren te leggen. Het feit dat exemplaren van alle leeftijden in dezelfde lagen zijn gefossiliseerd ondersteunt ook de levendbarendheid. Tot slot zijn ook fossielen van vrouwtjes Keichosaurus gevonden met embryo’s. Aangezien die steeds in het achterste deel van de buikholte zitten, zijn deze niet het slachtoffer van kannibalisme.